# Hadronyche marracoonda
Hadronyche marracoonda is een spinnensoort uit de familie Atracidae. De soort komt voor in Australië.